# UTM-Koordinatensystem

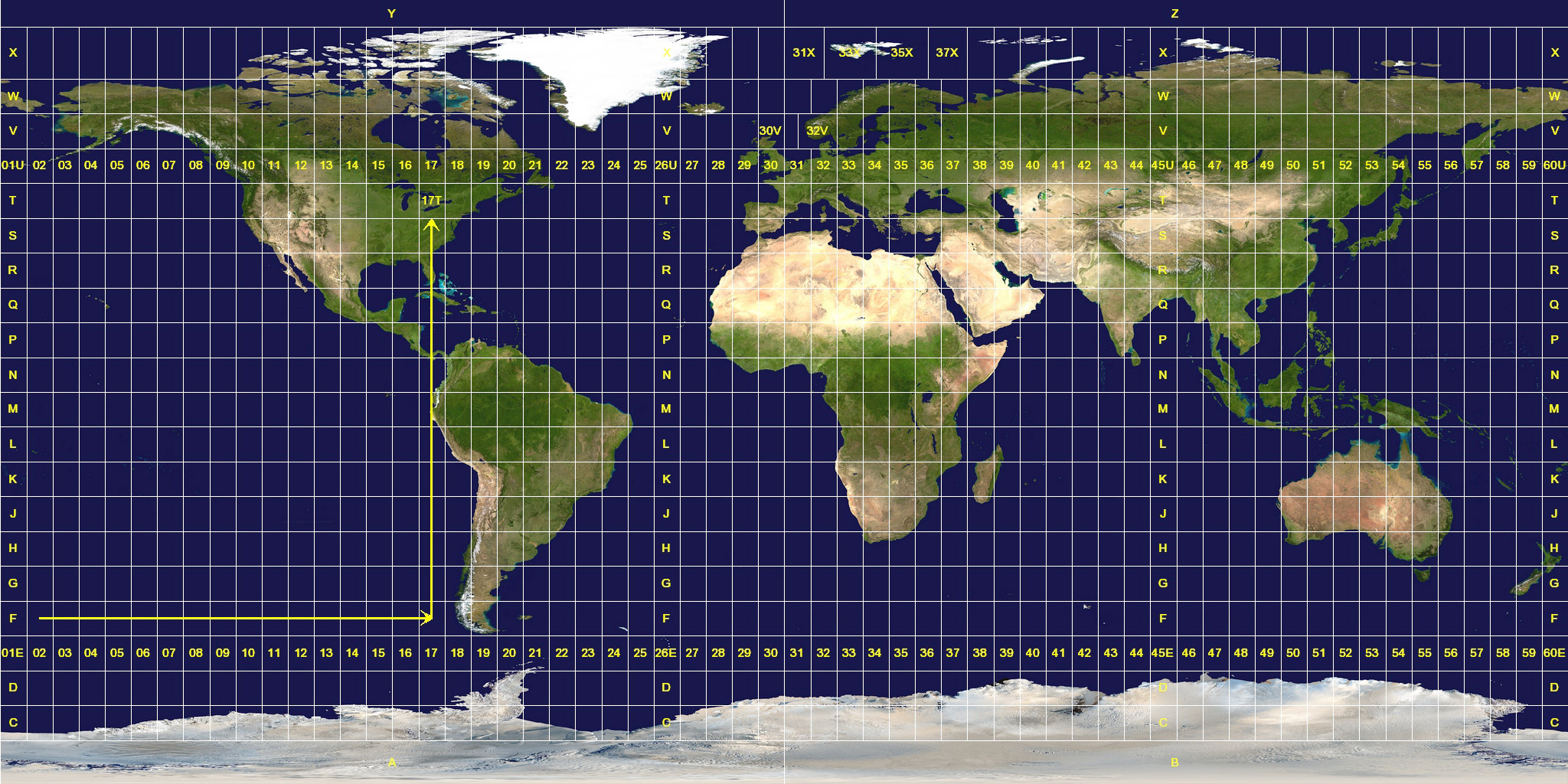
Zonenaufteilung

Das UTM-System (von englisch Universal Transverse Mercator) ist ein globales Koordinatensystem. Es teilt die Erdoberfläche (von 80° Süd bis 84° Nord) streifenförmig in 6° breite vertikale Zonen auf, die einzeln mit der jeweils günstigsten transversalen Mercator-Projektion verebnet und mit einem kartesischen Koordinatensystem überzogen werden.
Für die Abbildung der Polkappen wird die Universale Polare Stereografische Projektion (UPS) verwendet.
Sowohl in Deutschland als auch in Österreich werden vermehrt UTM-Koordinaten unter Bezug auf das Referenzsystem ETRS89 mit dem GRS80-Ellipsoid verwendet. Auch in der Landesvermessung anderer Staaten finden diese zunehmend Anwendung. Damit verliert das mit UTM verwandte Gauß-Krüger-Koordinatensystem langfristig an Bedeutung.
Militärgeografische Institute verwenden mittlerweile ausschließlich das Military Grid Reference System (MGRS), im deutschen Sprachraum auch UTM-Referenzsystem, Kurzform UTMREF, ein Planquadrat-orientiertes geografisches Meldesystem, das auf dem UTM-Koordinatensystem basiert.

## Geschichte
Eine Form des UTM-Koordinatensystems wurde ca. 1942/1943 für die Deutsche Wehrmacht entwickelt, vermutlich in der Abteilung Luftbild- und Vermessungswesen im Reichsluftfahrtministerium. 2014 wurden im Bundesarchiv-Militärarchiv Karten von 1944 gefunden, die auf Grundlage der UTM-Projektion erstellt wurden und die Beschriftung UTMREF tragen. Ab 1947 gebrauchten die Streitkräfte der Vereinigten Staaten einen Standard auf dieser Grundlage. Im Rahmen der Internationalisierung soll es langfristig die einzelnen nationalen Koordinatensysteme ersetzen. So wird in den amtlichen deutschen topografischen Karten mittlerweile das Gauß-Krüger-Koordinatensystem zunehmend vom UTM-System auf Basis des geodätischen Referenzsystems (geodätisches Datum) WGS84 abgelöst.
Die Arbeitsgemeinschaft der Vermessungsverwaltungen der Länder der Bundesrepublik Deutschland (AdV) hat im Jahre 1991 die Einführung des ETRS89, das dem WGS84-Datum entspricht, als einheitliches amtliches Lagebezugssystem für ganz Deutschland beschlossen. Zur Epoche 1. Januar 1989 klafften nämlich die Koordinaten aus ETRS89 und WGS84 um weniger als einen Meter auseinander, womit beide Systeme innerhalb dieser Lagegenauigkeit als identisch angesehen werden können. Weiterhin hat die AdV 1995 beschlossen, das UTM-System in Verbindung mit dem ETRS89 Datum flächendeckend einzuführen. Damit besteht nunmehr für alle Vermessungsverwaltungen Deutschlands die Verpflichtung, auch das Liegenschaftskataster in das UTM / ETRS89 zu überführen. Das Bundesamt für Kartographie und Geodäsie (BKG) stellt über das Geodatenzentrum die hierfür notwendigen Geoinformationen in hoher Genauigkeit zur Verfügung. Heute ist das UTM / ETRS89 System in Deutschland durch SAPOS, den Satellitenpositierungsdienst der deutschen Landesvermessung, hochgenau, homogen und flächendeckend für alle Bereiche des Vermessungswesens realisiert.
Auch in Österreich wird das derzeitige Bundesmeldeverfahren, wie es von den Behörden und von den Hilfsorganisationen verwendet wird, schrittweise durch das UTM-Koordinatensystem abgelöst. Immer mehr neue Kartenwerke auf Papier (z. B. Auto-Atlas) haben dieses Koordinatensystem mit eingezeichnet, wie auch heutige GPS-Navigationsgeräte das UTM-System auf WGS84-Basis bereits als Anwendungsstandard vorhalten.

## Aufbau
UTM nutzt eine transversale Mercator-Projektion. Anders als bei der herkömmlichen Mercator-Projektion berührt der Projektionszylinder die Oberfläche nicht am Bezugsmeridian, sondern schneidet sie an den zwei parallel verlaufenden Durchdringungskreisen, sodass ein streifenförmiger Teil des Erdballs aus der Zylinderoberfläche herausragt. Dadurch verkürzt sich der Meridian in der Mitte zwischen den Durchdringungskreisen bei der Projektion zwar um den Faktor 0,9996. Auf die gesamte Breite des Streifens bezogen werden die Verzerrungen dadurch minimiert.
Da die der UTM-Projektion zugrunde liegende transversale Mercator-Projektion Bereiche, die weit vom Schnittstreifen entfernt sind, stark verzerrt (siehe Abbildungen unten), nutzt UTM nicht eine einzelne Projektion, um die gesamte Erdoberfläche abzudecken, sondern unterteilt die Erde in 6° breite sogenannte Zonen. Zur Projektion wird dann jeweils der mittlere Meridian der Zone als Bezugsmeridian herangezogen. Beispielsweise erstreckt sich Zone 31 von 0° bis 6° Ost. Der Bezugsmeridian liegt mittig auf 3° Ost.
Die Durchdringungskreise liegen bei der UTM-Projektion 360 km auseinander, was am Äquator einem Winkelabstand von ca. 3° entspricht. Bei niedrigen Breitengraden ist die Zone daher breiter als der Schnittstreifen. Die Flächen außerhalb der Durchdringungskreise werden bei der Projektion gedehnt, innerhalb leicht gestaucht.
Es ist wichtig, zwischen den konstant 360 km breiten Schnittstreifen und den konstant 6° breiten Zonen zu unterscheiden. Eine Zone definiert einen (gekrümmten) Bereich, in dem eine bestimmte Projektion zu verwenden ist. Diese Projektion erzeugt ein ebenes Abbild der gesamten Erde, das mit einem kartesischen Koordinatensystem bzw. einem Gitternetz überzogen wird. Diese Koordinaten werden aber nur innerhalb der zugehörigen Zone verwendet. Gemeinsam haben Zone und Schnittstreifen den Bezugsmeridian und den Äquator, die nach der Projektion in die Ebene als Ordinatenachse (dann Mittelmeridian genannt) bzw. Abszissenachse dienen.

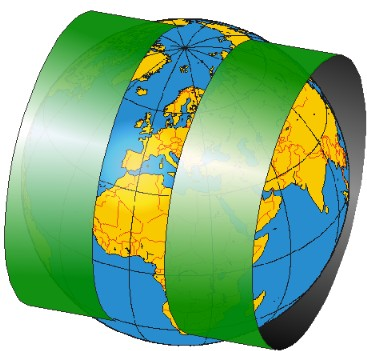
UTM-Zylinderprojektion, Streifenbreite überhöht (sie beträgt lediglich 360 km). Die Durchdringungskreise sind die beiden Kreise, wo die Erdoberfläche den grünen Zylinder berührt.
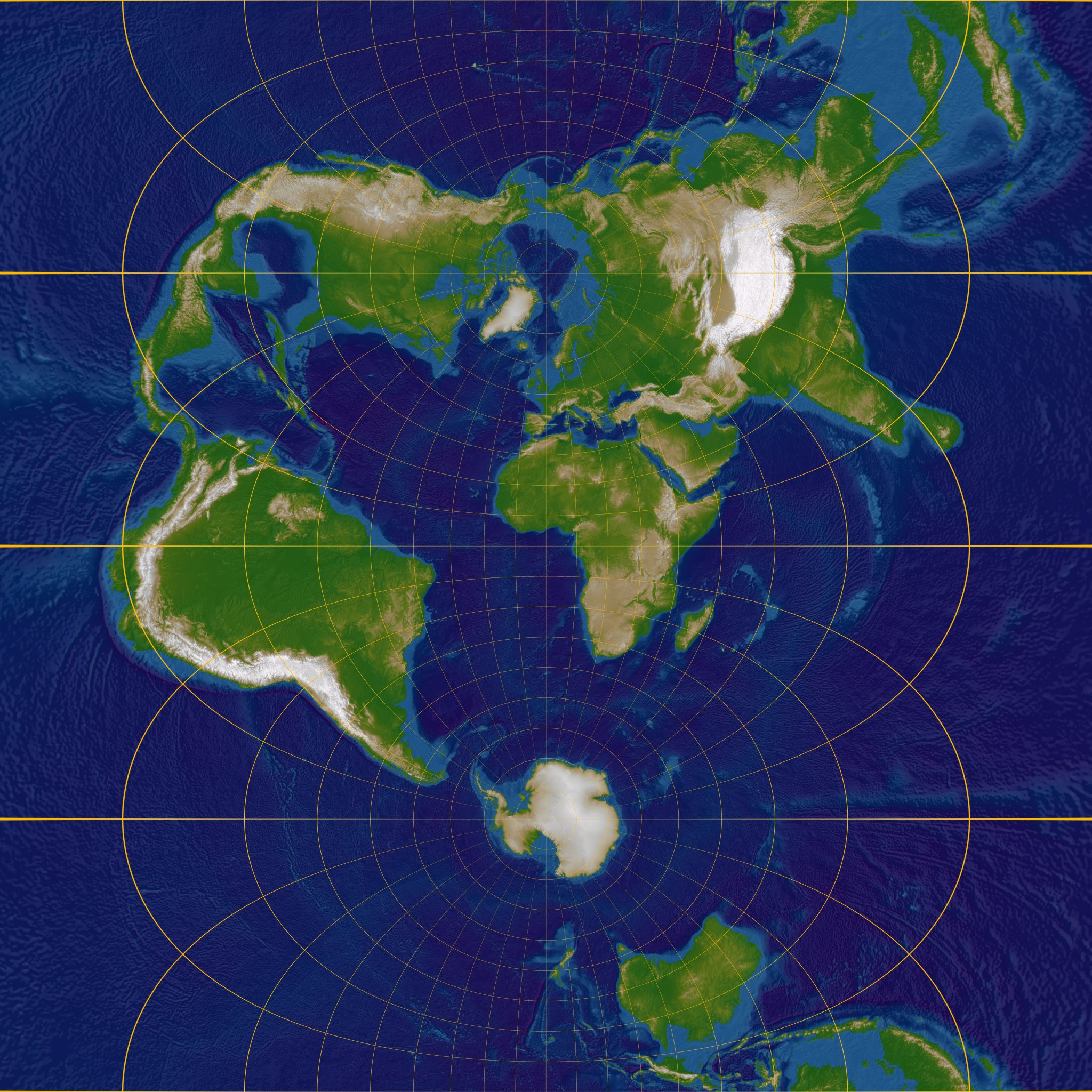
Transversale Mercator-Projektion für den Nullmeridian

UTM-Zonenaufteilung

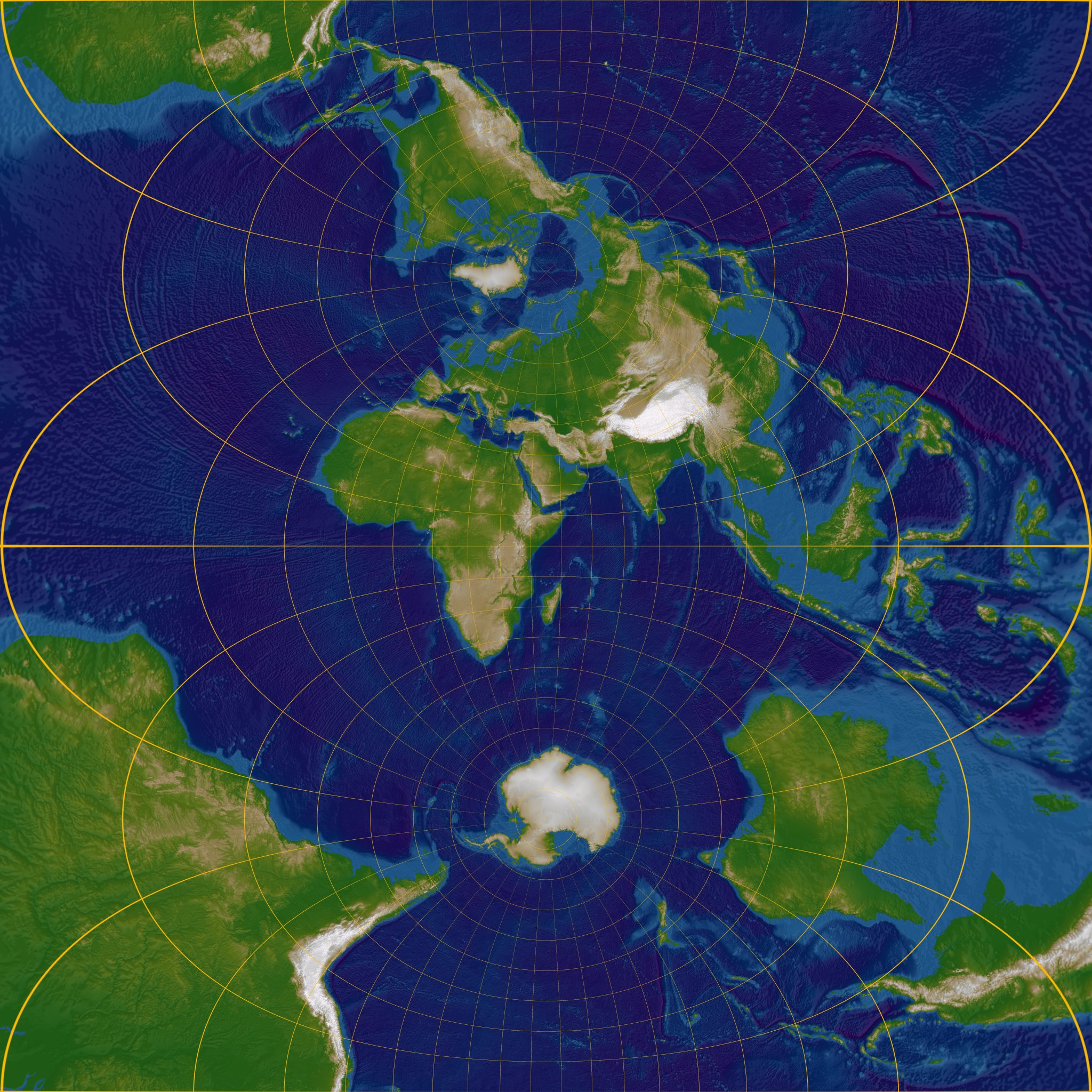
Transversale Mercator-Projektion für 45° E

### Zonenaufteilung
Die Erde wird zwischen dem 180. Längengrad West und dem 180. Längengrad Ost in 6° breite Zonen aufgeteilt. In der Mitte der so gebildeten 60 Zonen verlaufen die Bezugsmeridiane 3°, 9°, 15°, … 177°.
Die Zonen sind von West nach Ost durchnummeriert. Die Zone von 180° bis 174° westlicher Länge erhält die Kennziffer 1. Die von 174° bis 168° die Kennziffer 2 usw. Der deutschsprachige Raum liegt größtenteils in den Zonen 32 (6° bis 12° östliche Länge) und 33 (12° bis 18° ö.L.).

#### Zonenfelder gemäß UTMREF
Die Aufteilung in Zonenfelder bzw. in ein umfassendes Gitter ist nicht Bestandteil des eigentlichen UTM-Systems. Siehe dazu beispielsweise Publikationen der AdV und des NPS. Diese Aufteilung ist eine Erweiterung und führt zum UTMREF-System:
Die Zonen werden, vom 80. Breitengrad Süd bis zum 84. Breitengrad Nord, durch Breitenkreise im Abstand von 8° in Zonenfelder unterteilt, die mit Buchstaben beschriftet werden. Die südlichste Zonenfeldzeile hat den Buchstaben C und die nördlichste den Buchstaben X; nur diese nördliche Randzeile X ist mit 12° etwas höher. Die Buchstaben I und O werden ausgelassen, um eine Verwechslung mit den Ziffern 1 und 0 zu vermeiden.
Nur bei Skandinavien gibt es Felder mit abweichenden Breiten (also West-Ost-Erstreckung): Das Zonenfeld 32V ist westlich um 3° auf 9° verbreitert, sodass Südnorwegen nur dieses Zonenfeld benötigt. Dafür ist hier das Nachbarfeld 31V entsprechend schmaler. Am nördlichen Rand des Streifenzonengürtels (in der Felderzeile X, bei 72° – 84° Nord) decken 4 verbreiterte Zonenfelder (31X, 33X, 35X, 37X) mit 9°, 12°, 12° und 9° Breite den Bereich vom Nullmeridian bis 42° Ost ab, der südlich davon regelmäßig in 7 Zonenstreifen zu je 6° aufgeteilt ist. Der Rechts-(Ost-)Wert von Orten in diesen insgesamt 6 breitenveränderten Zonenfeldern wird ab jenem Meridian (+500 km Versatz) bestimmt, der auch in den Zonen mit jeweils gleicher Nummer und 6°-Standardbreite als Mittelmeridian dient.
Die Nordpol- bzw. Südpolregionen werden mit einer eigenen Kartenprojektion, der Universalen Polaren Stereografischen Projektion abgebildet. Die Südpolregion, alles südlicher als 80° südlicher Breite, wird in die Zonen A (0 und 180 Grad westlicher Länge) und B (0 bis 180 Grad östlicher Länge) aufgeteilt. Die Nordpolregion, alles nördlicher als 84° nördlicher Breite, wird in die Zonen Y (westliche Länge) und Z (östliche Länge) aufgeteilt. Hierbei werden keine Kennziffern verwendet, sondern der Buchstabencode der Zonenfelder fortgesetzt.

Die Aufteilung einiger Kontinente in UTM-Zonen
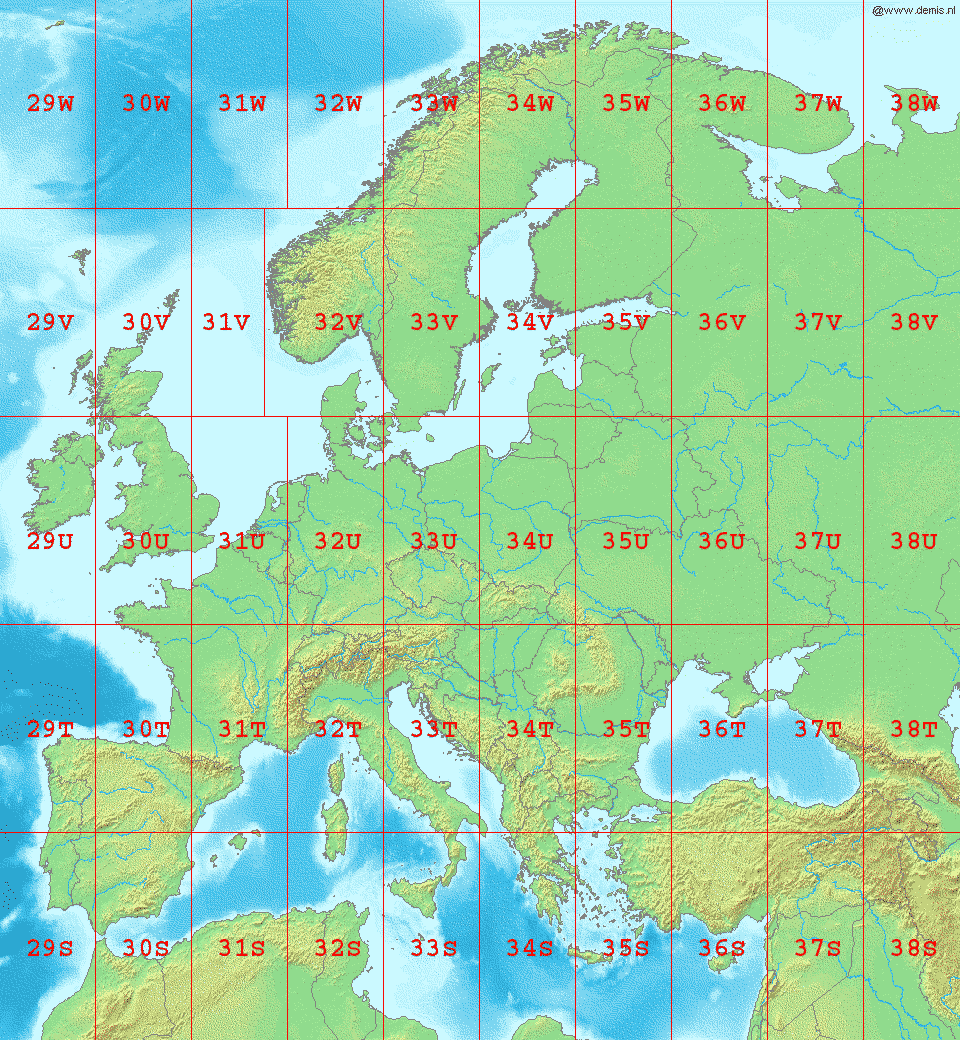
Europa
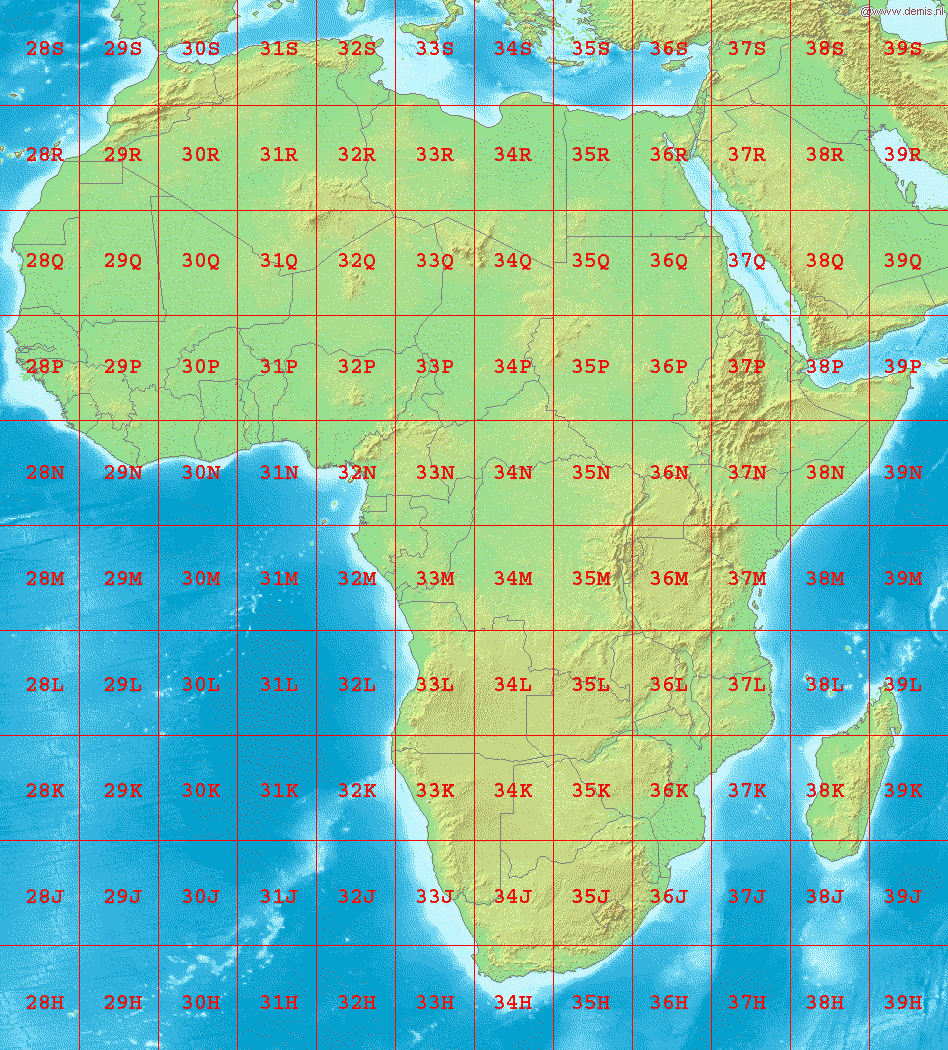
Afrika
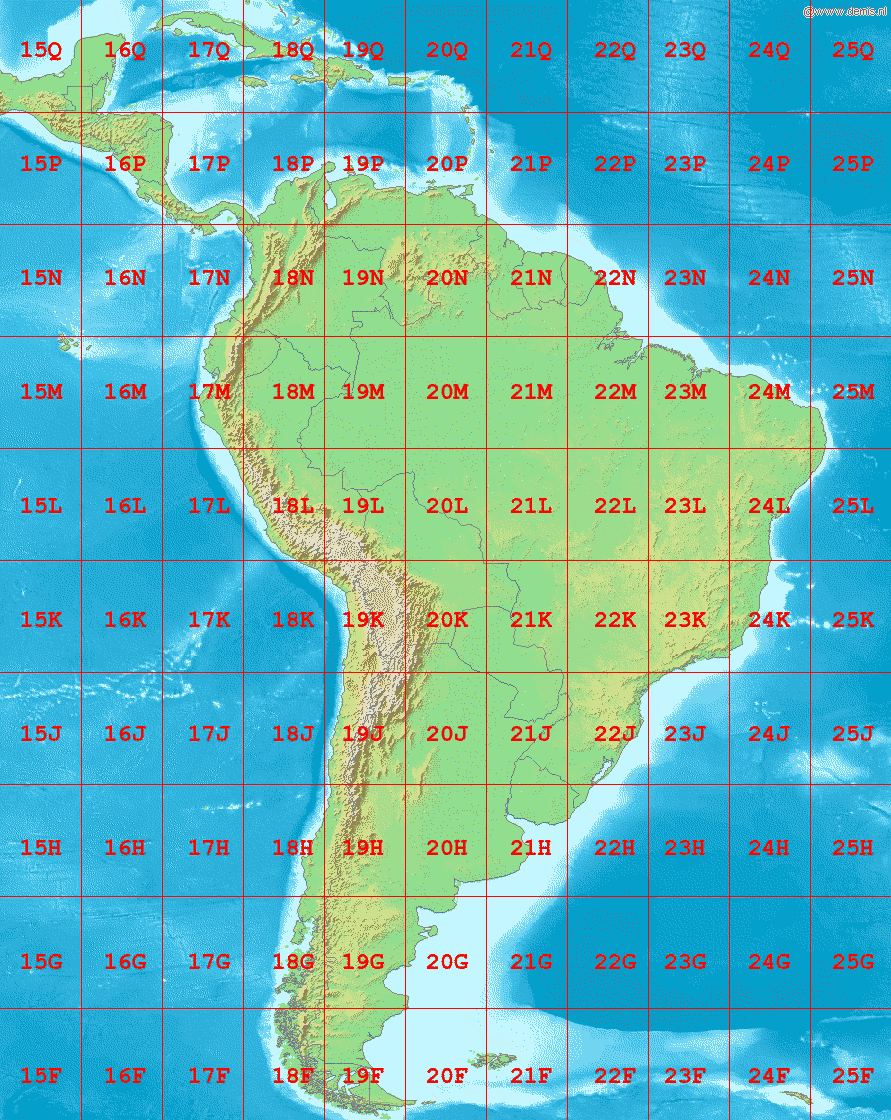
Südamerika

### Koordinaten
Um zu den Koordinaten eines Punktes innerhalb einer Zone zu kommen, wird wie oben beschrieben die zur Zone gehörige UTM-Projektion angewandt, um die Erdkugel über den berührenden Zylinder und sein Abrollen in die Ebene abzubilden. Der (projizierte) Äquator bildet nun die X-Achse, der Mittelmeridian die Y-Achse. X- und Y-Achse stehen senkrecht aufeinander und man liest die X- und Y-Werte wie in einem kartesischen Koordinatensystem ab, also parallel zu den Achsen und nicht zu den jetzt bogenförmig verlaufenden Linien der Längen- und Breitengrade. Die Verwendung der X-Achse für den Rechtswert und der Y-Achse für den Hochwert ist in Geoinformationssystemen üblich und entspricht auch der Festlegung durch die Arbeitsgemeinschaft der Vermessungsverwaltungen der Länder der Bundesrepublik Deutschland (AdV). Diese Interpretation wird auch im Folgenden verwendet. In der Geodäsie wird dagegen die umgekehrte Interpretation der Koordinatenachsen verwendet.
Nur auf dem Mittelmeridian stimmt der Verlauf der Y-Achse (Gitternord) mit geografisch Nord überein. An vom Mittelmeridian entfernten Koordinaten ist sie nicht identisch mit geografisch Nord. Daher zeichnen viele Karten nach dem UTM-System die Differenz zwischen Gitternord und geografisch Nord, die sogenannte Meridiankonvergenz, an der Y-Achse mit ein. Dies erleichtert die Orientierung mithilfe von Magnet- und Kreiselkompassen oder anhand der Gestirne.
Per Definition wird der X-Wert des Mittelmeridians auf 500.000 Meter gesetzt („false easting“). Dadurch vermeidet man die negativen Werte westlich des Mittelmeridians, die entstehen würden, wenn der X-Wert des Mittelmeridians 0 m betragen würde. Alle zulässigen Rechtswerte liegen demnach zwischen 100.000 und 900.000 Metern, sind also immer sechsstellig. Da auf der Südhalbkugel auch die Y-Werte negativ wären, setzt man dort den Äquator per Definition auf den Y-Wert 10.000.000 m und erhält dadurch auch positive Werte. Auf der Nordhalbkugel erhält der Äquator den Y-Wert 0 m.
Der X- und Y-Wert wird in Metern angegeben. Der Y-(Hoch-)Wert ist die Entfernung zum Äquator (auf der Nordhalbkugel direkt, auf der Südhalbkugel muss man 10.000.000 minus den Wert rechnen), aus dem X-(Rechts-)Wert kann die Entfernung zum Mittelmeridian berechnet werden.
Der so erhaltene X-Wert muss mit dem Maßstabsfaktor multipliziert werden, der konstant 0,9996 beträgt (andere Streckenverzerrungen der Projektion sind in diesem Faktor nicht enthalten). So erhält man den Rechtswert der UTM-Koordinate. Der Hochwert ist der Y-Wert mit dem Maßstabsfaktor multipliziert. Wichtig ist die Angabe der entsprechenden Zonennummer, da sonst die Koordinate mehrdeutig ist.
Das Military Grid Reference System (MGRS) bzw. UTM-Referenzsystem (UTMREF) teilt die Zonen zusätzlich in Quadrate der Größe 100 km × 100 km parallel zum Mittelmeridian auf, unabhängig von den Zonenfeldern. Die Gitterfelder erhalten Buchstabenpaare als Namen und dienen zusätzlich zur Eingrenzung von Koordinaten.
Soll ein Gebiet bearbeitet werden, das sich über mehrere Zonen erstreckt, kann das Koordinatensystem einer Zone auch über die Zonengrenzen hinaus verwendet werden, sofern die zunehmenden Verzerrungen eine sinnvolle Nutzung noch erlauben.

### Koordinatenbeispiel
- Paradeplatz (Mannheim)

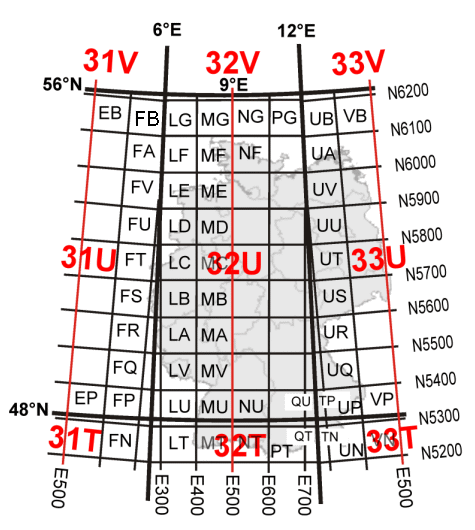
Kartenaufteilung in Meridianzonen (z. B. 32), Zonenfeldern (z. B. 32U) und Gitterquadrate (z. B. MU)

  - Geografische Koordinaten in Grad gemäß WGS84
    - 49° 29′ 13,6″ N
    - 8° 27′ 58,6″ E

  - UTM-Koordinaten (WGS84)[A 3]
    - Zone 32-Nord (Planquadrat 32U, für die Berechnung der Zahlenwerte unerheblich)
    - Ostwert/Rechtswert (in Metern) 461344[A 4]
    - Nordwert/Hochwert (in Metern) 5481745
    - daraus ergibt sich als Georeferenz[A 5][A 6] 32 N 461344 5481745
    - üblich[A 7] ist die Schreibweise 32U 461344 5481745 ('U' steht hierbei für das Latitude Band des entsprechenden UTM-Zonenfelds)

  - UTMREF/MGRS-Koordinate mit Gitterfeldern[A 3]
    - Zone 32U
    - Gitterquadrat MV
    - Ostwert/Rechtswert 61344[A 8]
    - Nordwert/Hochwert 81745
    - die vollständige Georeferenz[A 6] ist also 32UMV 61344 81745

## Anwendung
Das UTM-Koordinatensystem oder auch das UTM-Referenzsystem findet Anwendung bei der Bundeswehr, beim Katastrophenschutz, der Feuerwehr, dem Rettungsdienst, der Polizei und sonstigen Hilfsorganisationen sowie in der Vermessung. Bei entsprechenden Lehrgängen zum Thema Kartenkunde wird immer nach dem UTM-Koordinatensystem gearbeitet. In Deutschland ist so eine präzise Kommunikation z. B. zwischen Feuerwehr und einem Rettungshubschrauber möglich. Weitere private Anwendungen (z. B. Segelflug, Geocaching etc.) sind mit UTM-Karten auf CD gegeben, die unter dem Sammelbegriff Top50 für Deutschland, Österreich und die Schweiz (D-A-CH) im Handel erhältlich waren. Auch Google Maps und Google Earth sind weltweit auf das UTM-Koordinatensystem umstellbar und können so z. B. für anwendungsorientierte GPS-Navigationsgeräte bei der Öl- und Gas-Suche genutzt werden, wenn genauere Karten fehlen.
In Deutschland fand bei den Landesvermessungsämtern ab den 1990er Jahren der Übergang zum UTM-System unter Bezug auf das ETRS89(-System) mit dem GRS80-Ellipsoid statt. Sachsen war Mitte 2015 eines der letzten Bundesländer, in denen die Umstellung vollzogen wurde.
Die Ermittlung und Übertragung der UTM- / MGRS-Koordinaten auf Topografische Karten erfolgt mit einem im Kartenmaßstab passenden Planzeiger.

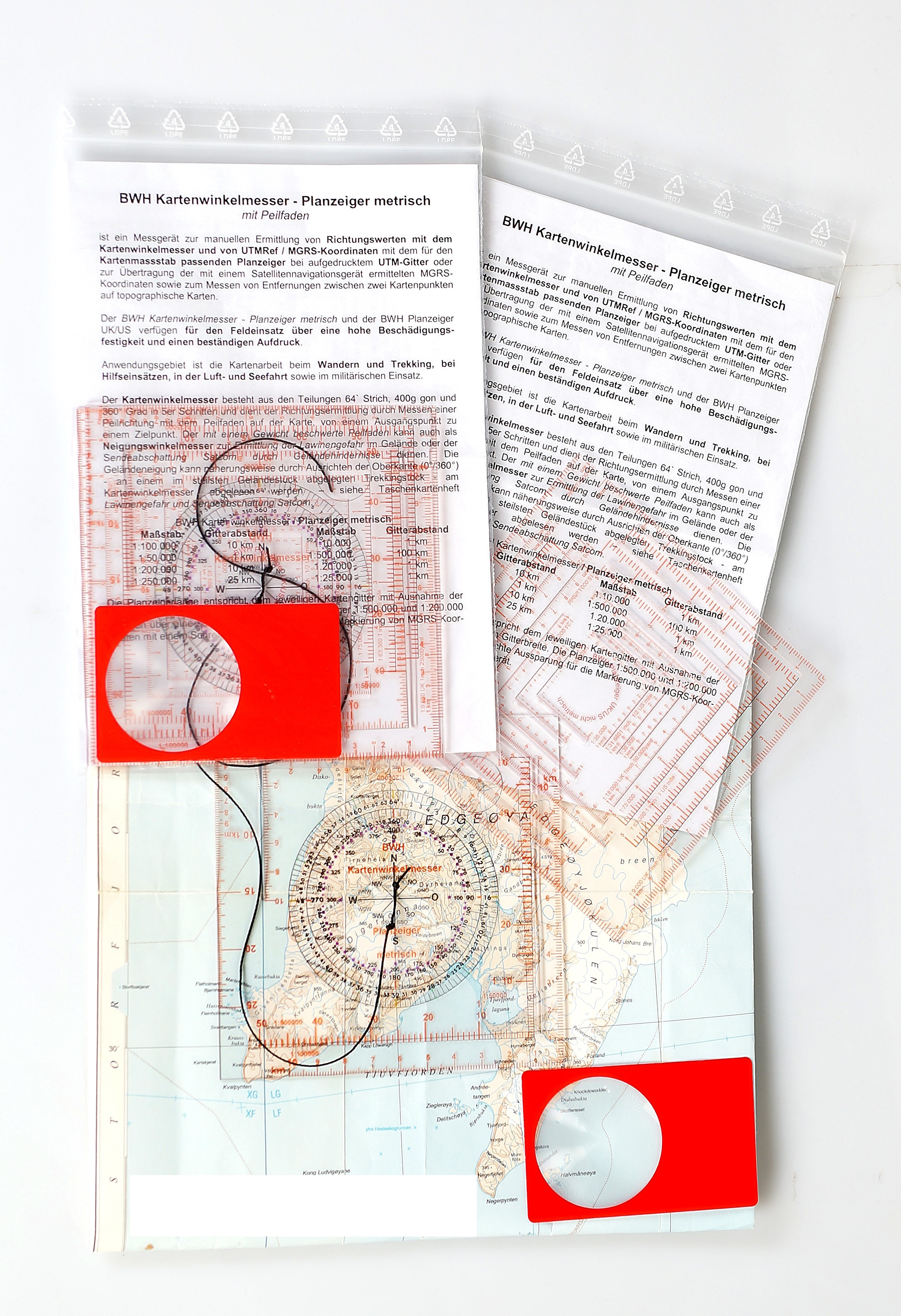
BWH Kartenwinkelmesser - Planzeiger

## Unterschiede zum Gauß-Krüger-System
Das UTM-Koordinatensystem ähnelt dem Gauß-Krüger-Koordinatensystem. Beide sind eine konforme Abbildung des Erdellipsoids in die Ebene und lassen sich mit den gleichen Abbildungsgleichungen berechnen. Der hauptsächliche Unterschied besteht darin, dass Gauß-Krüger-Koordinaten sich in Deutschland auf das Bessel- oder Krassowski-Ellipsoid beziehen und in der Regel 3° breite Meridianstreifen verwenden, während UTM-Koordinaten sich auf das WGS84- bzw. das GRS80-Ellipsoid beziehen und 6° breite Zonen nutzen.
Mit wachsender Streifenbreite nehmen bei dieser konformen Abbildungsart die Streckenverzerrungen am äußeren Rand der Streifen erheblich zu. Zum Ausgleich der durch die breiteren Meridianstreifen bedingten stärkeren Abbildungsverzerrungen (Vergrößerungen) an den Zonenrändern wird bei UTM ein Maßstabsfaktor von 0,9996 angebracht. Der Mittelmeridian wird dadurch um den Faktor 0,9996 (40 cm/km) verkürzt dargestellt. Mit zunehmendem Abstand vom Mittelmeridian nach Osten oder nach Westen verringert sich diese Verkürzung aufgrund der anwachsenden Abbildungsverzerrung (1/cos(y/R)) innerhalb der Zone; bei etwa 180 km Abstand erreicht die Abbildungsverzerrung den Faktor 1 (Längentreue). Bei den Gauß-Krüger-Koordinaten verzichtet man üblicherweise auf eine derartige Korrektur, verwendet dafür aber nur 3° breite Zonen.
Formale Unterschiede bestehen in den verschiedenen Vorgehensweisen bei der Benennung der Streifen und der Koordinaten. Da UTM ursprünglich als Meldesystem für das amerikanische Militär eingeführt wurde, ist die Benennung bei UTM-Koordinaten in der Darstellungsform UTMREF/MGRS planquadratorientiert.